# Dompierre-du-Chemin
Dompierre-du-Chemin (bretonisch: Dompêr-an-Hent; Gallo: Donpièrr) ist eine Ortschaft und eine Commune déléguée in der französischen Gemeinde Luitré-Dompierre mit 555 Einwohnern (Stand: 1. Januar 2022) im Département Ille-et-Vilaine in der Region Bretagne. Die Einwohner werden Dompierrais genannt.
Die Gemeinde Dompierre-du-Chemin wurde am 1. Januar 2019 mit Luitré zur Commune nouvelle Luitré-Dompierre zusammengeschlossen. Sie gehörte zum Arrondissement Fougères-Vitré und zum Kanton Fougères-1.

## Geographie
Dompierre-du-Chemin liegt etwa zehn Kilometer südsüdöstlich von Fougères. Der Couesnon begrenzt die Commune déléguée im Süden. Umgeben wurde die Gemeinde Dompierre-du-Chemin von den Nachbargemeinden Luitré im Norden und Osten, Princé im Südosten, Châtillon-en-Vendelais im Süden und Südwesten sowie Parcé im Westen.

## Bevölkerungsentwicklung
| Jahr          | 1962 | 1968 | 1975 | 1982 | 1990 | 1999 | 2006 | 2013 |
| Einwohner     | 472  | 443  | 430  | 491  | 468  | 470  | 532  | 583  |
| Quelle: INSEE |      |      |      |      |      |      |      |      |

## Sehenswürdigkeiten
- Kirche Saint-Pierre
- Pont de Pierre-Plate, Steinplattenbrücke

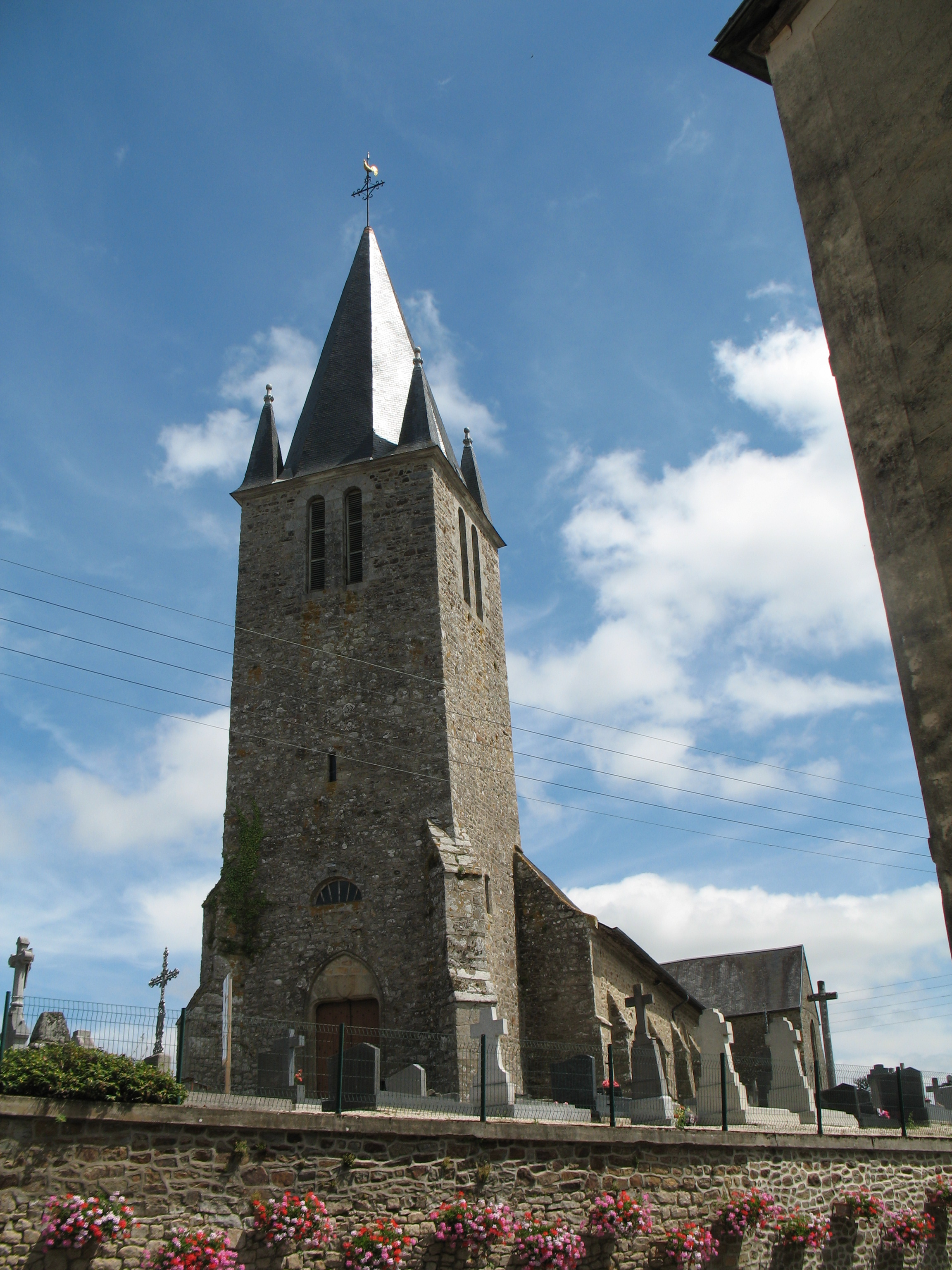
Kirche Saint-Pierre